# リボン食品
リボン食品株式会社（英: RIBBON FOODS CO.,LTD.）は、大阪市淀川区に本社を置く油脂食品・冷凍食品メーカーである。

## 概要
日本で最も早い時期にマーガリンの製造に成功したメーカーであり、2007年には創業100周年を迎えた。現在でも油脂加工食品の分野では中堅企業の一角である。
社名の「リボン」は、「真心をこめてお客様にリボンをかけて商品をお届けしたい」という思いが込められて命名された。

## 特徴
油脂業界をリードする新しい商品開発に強みがあり、現在一般的となっている商品の開発に早い時期から成功しており、現在の商品ラインナップの大半は業界でも先駆けとなった商品である。
現在では業務用食品を専門に製造販売しているが、かつては「バターリン」「デラマーガリン」の名称で家庭用マーガリンも製造販売していた。
ユニークな商品企画開発を得意とし、業界に先駆けた商品を数多く手がける企業である。

## 沿革
- 1907年　千足栄蔵がマーガリンの製造に成功。
- 1936年　筏盛三がKINGバターの製造を開始。
- 1948年　大村油脂工業所として発足。
- 1962年　リボン食品株式会社を設立。
- 1965年　コンパウンドマーガリン（乳脂肪入マーガリン）の販売を開始。
- 1970年　冷凍パイ生地の販売を開始。
- 1973年　冷凍ホットケーキの販売を開始。冷凍チーズケーキの販売を開始。
- 1987年　冷凍パイ生地工場を新築して移転。
- 1994年　冷凍パイ生地工場を増築。同種の工場としては国内でも最大規模になる。
- 1997年　冷凍スイートポテト工場を新築。
- 2003年　国産では初めて有機JAS認定を受けたマーガリン「ナチュラーレOG」を販売。
- 2006年　冷凍パイ生地工場がISO9001認証取得。
- 2007年　スヌーピーのコミュニケーションフードを販売開始。
- 2009年　オーガニックブランドの「リボンオーガニック」をスタート。低糖工房シリーズ発売。
- 2010年　パイシェル工場においてISO9001認証取得。  パイシェル工場においてISO9001認証取。　パイシェル工場においてISO9001認証取得
- 2011年　「シェフのパイラボ」シリーズ発売。
- 2015年　Fat Witch Bakeryとライセンス契約を結び、Fat Witch Bakery Japanとして日本で初めて通販での販売を開始。
- 2016年　Fat Witch Bakery Japanの店舗、京都受け取り処をオープン。焼成パイが第20回「業務用加工食品ヒット賞」デザート部門を受賞。
- 2018年　新本社屋竣工。パイシェル工場増築。Fat Witch Bakery Japan大阪店をオープン。

## 商品
一部の商品を除き業務用商品のため、一般消費者の入手は困難である。
- マーガリン
- 冷凍パイ生地
- 成型冷凍パイシート
- 焼成済みパイタルト